# Suavodrillia textilia
Suavodrillia textilia é uma espécie de gastrópode do gênero Suavodrillia, pertencente a família Borsoniidae.